# 速度定数
速度定数（そくどていすう）は化学反応において生成物または反応物が増減する速さを表す量である。
反応速度に関する全般的な理論については反応速度論を、定式化の詳細は反応速度を参照のこと。

## 速度則
速度式または速度則は反応速度の数学的表現であり、反応速度論において反応速度と基質の濃度を次数を使って関連付けるのに用いられる。例えば、化学反応
n A + m B → C + D
については以下のように書き表される。
{\displaystyle {\frac {d[\mathrm {C} ]}{dt}}=k(T)[\mathrm {A} ]^{n'}[\mathrm {B} ]^{m'}}
液体、気体、または溶液中での反応について、[X] は 基質 X の濃度を示し、界面上での反応の場合では単位面積あたりの X の量を示す。気体反応ならば圧力で記述してもよい。
上の式で、k (T ) が反応速度の係数、すなわち速度定数である。温度T 、イオン強度、光照射など、基質の濃度以外のさまざまな要因によって変化するため、真の意味で定数（一定不変）ということではない。
速度式の指数 n'  と m'  は反応の次数と呼ばれ、反応機構によって値が変わる。

## 温度依存性
反応速度の係数（k1, k2 など）は温度に依存し、一般的に次に示すアレニウスの式によって与えられる。
{\displaystyle k=A\exp \left(-{\frac {E_{a}}{RT}}\right)}
ここで Ea は活性化エネルギー、R は気体定数である。温度 T において分子はボルツマン分布に基づくエネルギーを持つことから、Ea を超えるエネルギーが供給される衝突の回数は exp (-Ea /RT ) に比例することがわかる。A は頻度因子または前指数項と呼ばれる。
A や Ea の値は反応によって異なる（よって、例えば k1 と k2 は異なる値をとる）。アレニウスの式は経験式であるため、より複雑な、この形に従わない、他の速度定数の温度依存性を記述する式も存在する。たとえば、分子衝突説、遷移状態説などの理論によれば、指数 0 ≤ m ≤ 1 を用いて次のように表される。
{\displaystyle k\propto T^{m}\exp \left(-{\frac {E_{a}}{RT}}\right)}
ただし一般に m << E /RT であるため、アレニウスの式が成り立つとみなしてよいとされる。

## 単位
速度定数k の次元および単位は速度式に依存する。n 次反応に対して速度定数の次元は
[濃度]1-n [時間]-1
となる。濃度の単位を mol/l、時間をsで表すと、速度定数の単位はたとえば1次反応ではs-1に、2次反応ではl/(mol·s)となる。